# Bowmaniella brasiliensis
Bowmaniella brasiliensis är en kräftdjursart som beskrevs av Mihai Bacescu 1968. Bowmaniella brasiliensis ingår i släktet Bowmaniella och familjen Mysidae. Inga underarter finns listade i Catalogue of Life.